# 龍本弥生
龍本 弥生（たつもと やよい、2005年〈平成17年〉3月2日 - ）は、日本のアイドル。女性アイドルグループNMB48チームBⅡのメンバー。
兵庫県出身。Showtitle所属。

## 略歴
2022年1月1日、NMB48劇場での「2022新春特別公演」において、NMB48の8期生としてお披露目される。
同日の「NMB48新春組閣発表会」の新体制により、チームBII研究生として所属することが発表される。
2022年2月25日、「NAMBATTLE2 ～舞～チームBII研究生」公演に出演し、劇場公演デビュー。
2023年6月2日、チームBII 6th Stage「なんば笑顔開花宣言」公演にて、チームBII正規メンバーへの昇格が発表される。

## 人物
特技は新体操。
キャッチフレーズは、「睦月？如月？やっぱり～？(やよいー！)　やよいもみんなのことが大好きやよ！　兵庫県出身・高校2年生・16歳　やよいこと　龍本弥生です」。

## 参加楽曲

### シングルCD選抜曲
- 「恋と愛のその間には」に収録
  - ホンマにサンキュー
- 「好きだ虫」に収録
  - スワンボート - 「Team BII」名義
- 「渚サイコー!」に収録
  - 恋のヘタレ - 「Team BII」名義
- 「これが愛なのか?」に収録
  - Now
  - ヘドバンタイム - 「Team BII」名義
- がんばらぬわい
  - めっちゃラブユー - 「紅組」名義
- チューストライク
  - もっと永遠に - 「Team BII」名義

### アルバムCD選抜曲
- 「NMB13」に収録
  - 青春のラップタイム 2023
  - 想像のピストル

### 劇場公演ユニット曲
チームBII 6th Stage「なんば笑顔開花宣言」公演
- ランナーズハイ
- ハート型ウイルス
- 蜃気楼

チームN 6th Stage「夢中雷舞」公演
- 人魚のバカンス

「なんばらえてぃー」公演
- Good Timing
- Glory days
- ハートの独占権

チームM 4th Stage「恋は突然やってくる」公演
- 逆転王子様

チームBII 7th Stage「僕のアオハル」公演
- ウィンブルドンへ連れて行って
- ツンデレ!
- LOVE ASH

チームM 5th Stage「Mのサイン」公演
- わがままコレクション

「さらば純情」公演
- Must be now
- わるきー（芳賀礼ポジションのアンダー）

## 出演

### バラエティ
- 音いたち（2020年10月6日 - 、関西テレビ）不定期での出演

### ネット配信
- 新YNN NMB48 CHANNEL（2018年5月13日 - 6月4日、YNN／2018年6月13日 - 、ニコニコチャンネル）不定期での出演
- バチバチNMB48（2023年4月13日 - 、FANY Online Ticket）不定期での出演
- メラメラNMB48（2023年4月13日 - 、FANY Online Ticket）不定期での出演

### 舞台
- 恋と呼ぶには気持ち悪い（2024年4月26日 - 5月5日、東京：ヒューリックホール東京 / 5月10日 - 5月12日、大阪：COOL JAPAN PARK OSAKA TTホール）- 天草 理緒 役[5]。
- 30-DELUX OSAKA feat. 劇団Fierce「パーフェクトヒーロー」（2025年2月5日 - 9日、近鉄アート館）- 瀬川 モエ 役[6]

### 広報・イメージキャラクター
- 大阪府赤十字血液センター献血応援隊(2024年3月12日)[7]